# Holoparamecus pumilus
Holoparamecus pumilus is een keversoort uit de familie zwamkevers (Endomychidae). De wetenschappelijke naam van de soort werd in 1902 gepubliceerd door David Sharp.